# Ortonville (Minnesota)
Pour les articles homonymes, voir Ortonville.
La ville américaine d’Ortonville est le siège du comté de Big Stone, dans l’État du Minnesota. Lors du recensement de 2010, sa population s’élevait à 1 916 habitants. À noter qu’une partie d’Ortonville s’étend sur le comté de Lac qui Parle.

## Source
- (en) Cet article est partiellement ou en totalité issu de l’article de Wikipédia en anglais intitulé « Ortonville, Minnesota » (voir la liste des auteurs).